# Juan de San Sansón
Juan de San Sansón O. Carm (1571-1636), también conocido como Jean du Moulin o Jean de Saint-Samson , fue un fraile de la Orden de los Carmelitas francés y místico de la Iglesia Católica. Se le conoce como el alma de la Reforma de Touraine de la Orden Carmelita, que hacía hincapié en la oración, el silencio y la soledad. Juan quedó ciego desde los tres años después de contraer viruela y recibir un tratamiento médico deficiente para la enfermedad. Insistió mucho en la devoción mística de los carmelitas. Los estudiosos del misticismo cristiano se han referido a él como el "Juan de la Cruz francés".

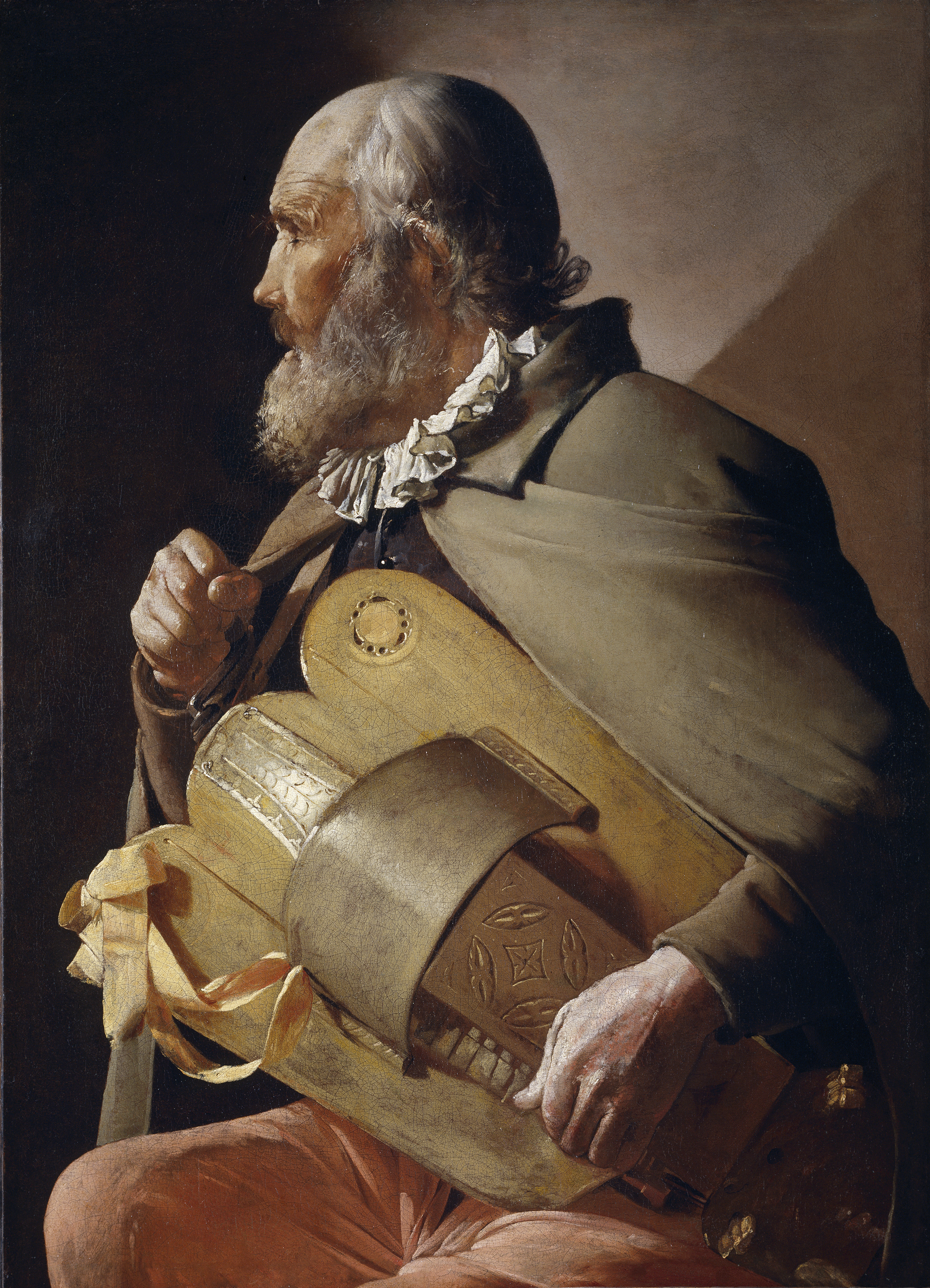
Ciego tocando la zanfonía (Georges de La Tour)

## Primeros años
Jean Moulin nació en 1571 en Sens-de-Bretagne en una familia de clase media. Perdió la vista a los 3 años tras contraer viruela, y más por un fallido intento de curar la enfermedad. Su padre, Pierre de Moulin, era asesor de impuestos, y su madre, Marie d'Aiz, descendía de una familia noble. Trágicamente, a la edad de 10 años, sus padres fallecieron, dejándolo huérfano.
Juan fue acogido por su tío materno Zachary d'Aiz. Recibió una buena educación, aprendiendo latín y fue iniciado en la literatura francesa. Quedó impresionado por la poesía de Pierre de Ronsard, e incluso escribió sonetos a imitación de él, antes de arrepentirse y reprocharse tal vanidad.  Le gustaba que le leyeran obras espirituales en voz alta; prefería las Vidas de los Santos, La Imitación de Cristo, Las Instituciones de Johannes Tauler, pero su libro favorito era una obra titulada Mantlet of the Spouse del franciscano flamenco Frans Vervoort, que memorizó casi palabra por palabra, y de donde dibujó su lema, "Con Cristo estoy clavado en la Cruz".
John desarrolló su obvio talento para la música. A los doce años ya tocaba el órgano con regularidad en una iglesia dominicana local, y también aprendió otros instrumentos, como la espineta, el arpa, el laúd, la flauta y el oboe. Admitió que le tomaba no menos de 15 minutos aprender los rudimentos de cualquier instrumento de viento.
En 1597 se trasladó a París y vivió con su hermano John-Baptist, que trabajaba como secretario de la Gendarmería de Francia, y su esposa. El cuñado más joven de su hermano, Jean Douet, estaba dispuesto a leerle obras espirituales en voz alta, y él continuó pasando de los intereses mundanos a la vida espiritual. Su hermano Juan Bautista murió en 1601, después de lo cual Juan descendió a la pobreza y dependió de la buena voluntad de los demás. Durante un breve período, Juan recibió alojamiento de un canónigo agustino, M. de Montdidier, pero tuvo que pasar muchas horas fuera de la casa cuando Montdidier estaba fuera. Durante un tiempo se alojó en una tienda de comestibles y se mantuvo tocando el órgano en las iglesias del Barrio Latino.

## Entrando en las Carmelitas
Juan comenzó a visitar la Iglesia Carmelita en Place Maubert en París, asistiendo a misa diaria y pasando horas en oración ante el Santísimo Sacramento. El 21 de enero de 1604, fiesta de San Ángel, Juan le preguntó al fraile carmelita Matheiu Pinault, que solía tocar el órgano en la plaza Maubert, si podía tocar en honor de uno de sus santos favoritos, y luego los dos se hicieron amigos. Pronto, un grupo de frailes se reunió alrededor de Juan y Pinault para leer obras devocionales y aprender sobre la oración y la meditación. Los carmelitas le proporcionaron alojamiento a Juan a cambio de que diera lecciones de música. En algún momento, Juan pidió unirse a los carmelitas como hermano laico, especialmente debido a su ceguera. Fue aceptado en la casa de noviciado de Dol en 1606 y profesó sus votos al año siguiente a la edad de 35 años. Conservó su nombre de bautismo y tomó el nombre de San Sansón, el primer obispo de Dol.
En Dol, a causa del clima húmedo y la higiene insuficiente, eran comunes las epidemias de fiebres y pestilencias. Durante su año de noviciado, un joven fraile llamado Olivier se contagió de una peste y los demás decidieron abandonar la casa, pero Juan se quedó para cuidarlo. En un caso, John evitó que Olivier saltara por una ventana durante un ataque de delirio; John rezó para recuperar el sentido y siempre que pudiera hacer su confesión final, después de lo cual Olivier murió.
Más tarde, Juan se vio afectado por una fuerte fiebre, pero se recuperó rápidamente después de invocar una oración utilizada por los sacristánes en San Pedro en Roma para disipar las fiebres. Sus superiores ordenaron a Juan que invocara la misma oración todos los días por los enfermos y los que sufrían en Dol, y muchos afirmaron ser sanados por sus oraciones. Se corrió la voz de las curas milagrosas y el obispo de Dol, Antione Revol, comenzó a sospechar. Asistió a una de las sesiones de sanación, y cuando, como de costumbre, Juan invocó la oración por los enfermos y los bendijo, intervino, preguntando cómo Juan podía tener la valentía de bendecir a la gente en presencia de un obispo. Juan se disculpó, porque no sabía que el obispo estaba presente. El obispo Revol pidió una opinión sobre las curaciones de su teólogo, quien respondió: "Si las personas tuvieran la fe del hermano Juan y vivieran tan auténticamente como él, el don de curar a los enfermos sería mucho más común". Posteriormente, Rivol se convirtió en confidente de Juan, visitándolo a menudo y consultándolo sobre asuntos espirituales, y Juan escribió la obra titulada "L'Aiguillon, les flammes, les fléches et le miroir de l'amour de Dieu", una descripción de su vida de oración, para el obispo Revol.

## La reforma de Touraine
A principios del siglo XVII, comenzó un movimiento de reforma dentro de la Orden de los Carmelitas en la provincia francesa de Touraine, dirigido por los frailes Pierre Behourt y Philippe Thibault. La reforma abogaba por la pobreza, la vida interior y la observancia regular como antídotos contra la laxitud y decadencia de la vida religiosa. En 1611, el entonces prior Thibault solicitó que Juan fuera trasladado al convento de Rennes, la principal comunidad de la Reforma, porque su reputación de santidad se estaba extendiendo por toda la provincia. Juan tuvo que pasar por un segundo noviciado para poder unirse a la Provincia Reformada. Juan se desempeñó como instructor y director espiritual de los novicios, formando la vida espiritual de una generación de frailes carmelitas reformados, por lo que se le conoció como el "Alma de la Reforma".
Donatien de San Nicolás, discípulo y editor de sus obras, decía de Juan: “Es cierto que este hermano ciego iluminado ha sido elegido y dado por Dios para ser el maestro y director de la vida espiritual de nuestra Reforma."
Durante sus días en Rennes, donde vivió hasta su muerte, Juan fue un ejemplo de observancia. Siempre estaba temprano en la iglesia, en la Misa conventual y durante el Oficio tocaba el órgano, que era su cargo oficial, rezaba el Oficio de Hermano, que es el número fijo de Padrenuestros estipulado por la Regla de san Alberto, y observaba los ayunos de la iglesia y ordenar rigurosamente. El resto del tiempo lo pasaba en su celda o cerca de ella, a menos que asistiera a su ministerio especial de visitar a los enfermos y consolar a los moribundos. Donatien escribió que "su rostro se veía con frecuencia divinamente radiante, resplandeciente como si fuera un rayo luminoso, como yo mismo y otros hermanos muy confiables hemos presenciado". 

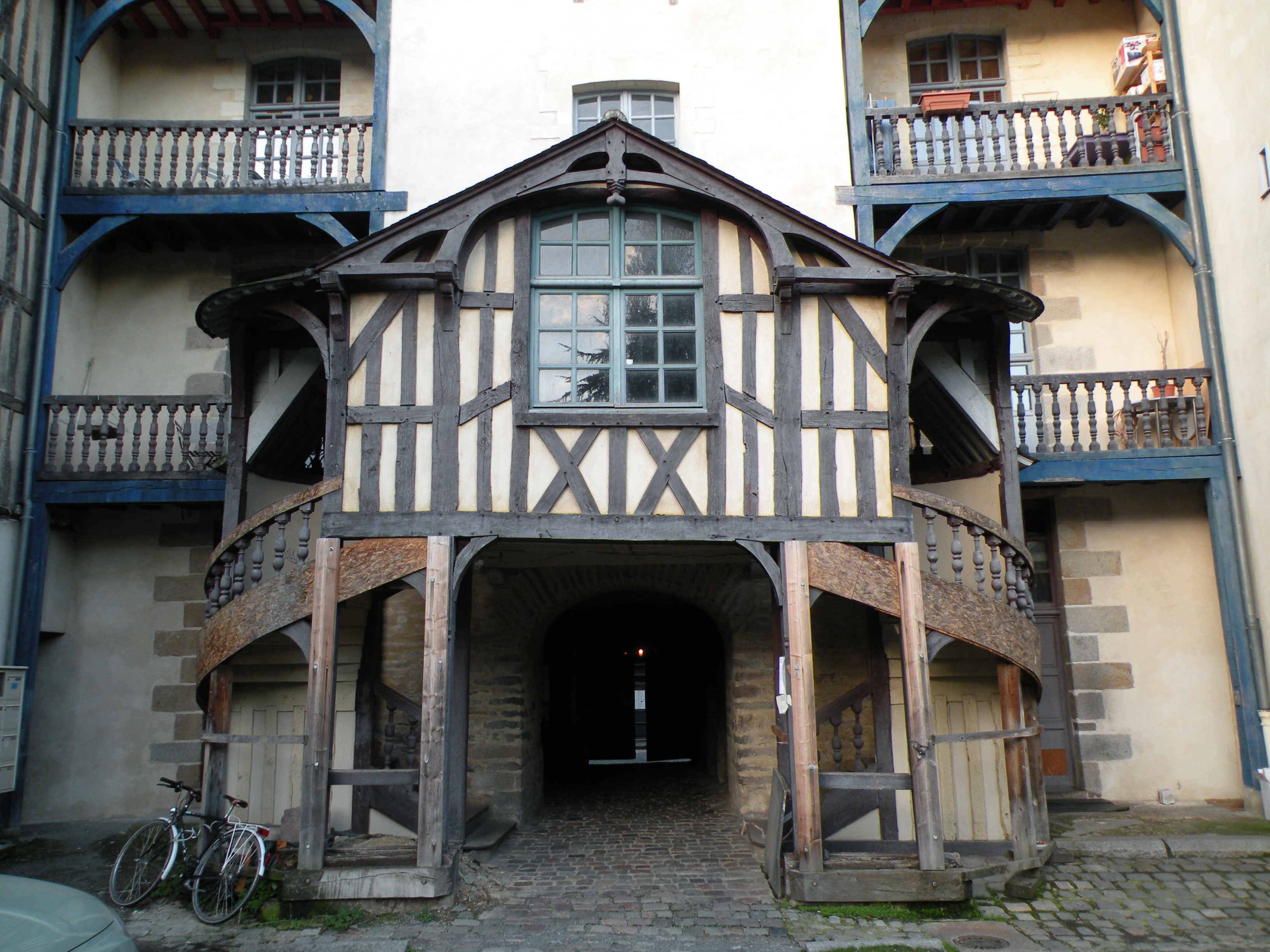
Rennes, casa de los Carmelitas.

Su devoción al Santísimo Sacramento era privilegiada, y con frecuencia recibía consuelos sensibles durante horas después de comulgar, mientras subsistían en su cuerpo las especies eucarísticas. Admitió ante sus superiores que Dios le había dado una facultad sobrenatural para sentir la presencia o ausencia de la Eucaristía, así como la presencia de los sacerdotes, aun cuando éstos pasaran desapercibidos entre los laicos.
A menudo componía y cantaba cánticos, acompañándose con un instrumento, para recobrarse, y más tarde, temiendo molestar a sus hermanos en las celdas cercanas, llamaba a sus puertas y pedía perdón.
Juan de San Sansón tuvo dificultades para seguir el método de oración mental propuesto por la Reforma y practicado en común por la comunidad. Thibault le pidió que dictara su manera de orar, y Juan produjo el breve tratado titulado "El Ejercicio de la Elevación del Espíritu a Dios." Thibault presentó el tratado a los teólogos de la facultad de la Sorbona, un colegio jesuita cercano, ya los frailes capuchinos; y todos respondieron favorablemente. Los frailes carmelitas descalzos también lo aprobaron y añadieron, "no apaguen este espíritu".

## Muerte

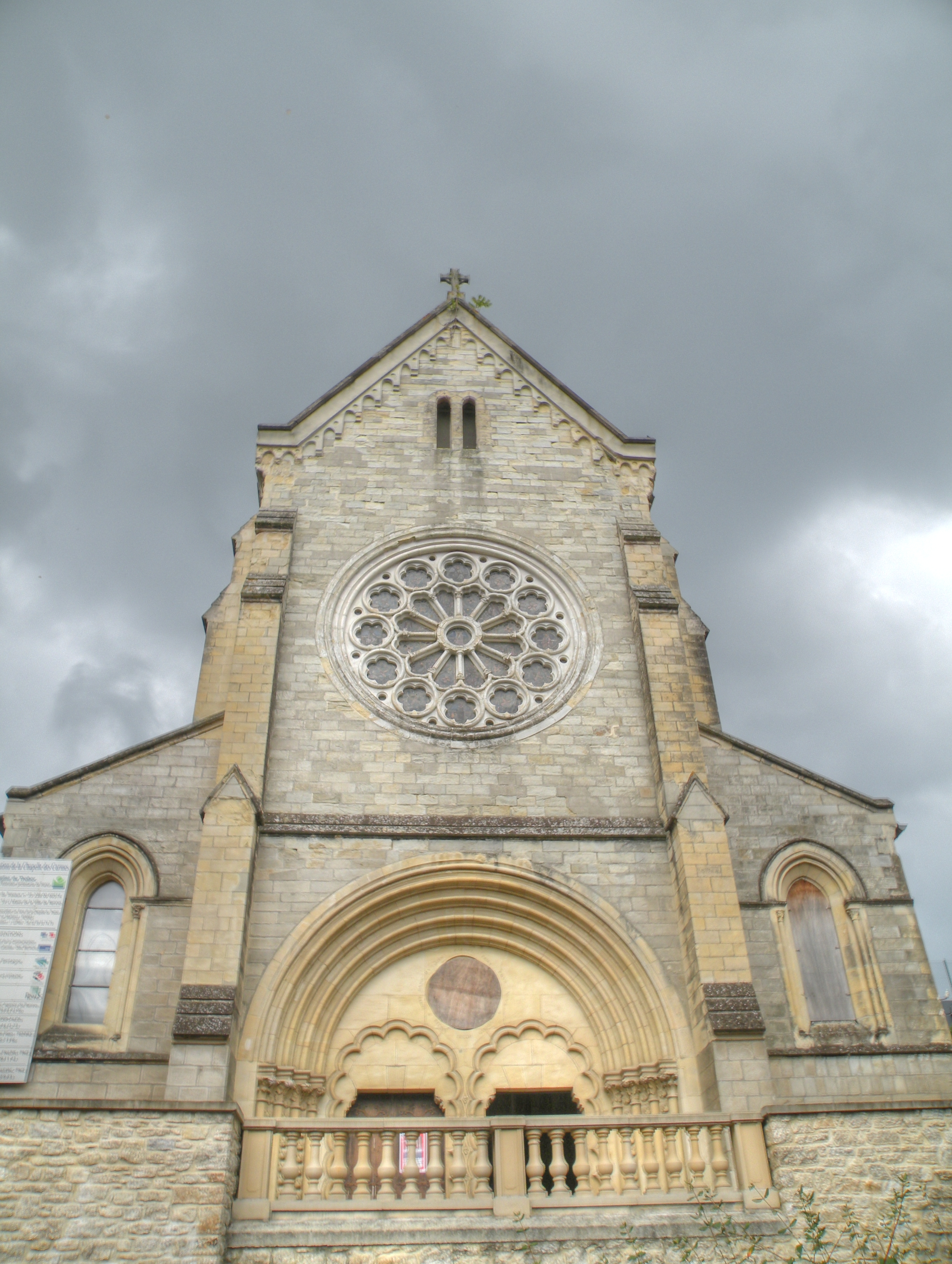
Rennes, antigua capilla de los Carmelitas descalzos, actualmente parte de la iglesia evangélica de Francia.

En la vejez, Juan de San Sansón, que durante mucho tiempo dependía de su audición, se volvió cada vez más sordo y las úlceras en las piernas limitaban su movilidad. La comunidad nombró a un fraile más joven, José de Jesús, para ser su ángel guardián, atendiendo las necesidades del hermano anciano. Juan fue criticado desfavorablemente por otros frailes, quienes se quejaron de que era un privilegiado, estaba bien alimentado y vestido, y contribuía poco a la comunidad. Sufrió una hostil persecución en el convento; otros se burlaron de sus gestos y forma de hablar, incluso criticaron su forma de tocar el órgano.
Cayó enfermo el 3 de septiembre de 1636 y, según los informes, mientras estaba postrado en cama, oraba con frecuencia y amor los nombres bíblicos de Dios de Yahweh y Elohim. Después de recibir los últimos sacramentos, se disculpó diciendo: "Ruego a todos, desde el más alto hasta el más bajo, que me perdonen, les he dado a todos mucho, muy mal ejemplo". Juan de San Sansón murió el 14 de septiembre de 1636, fiesta de la Exaltación de la Cruz. Sus últimas palabras fueron: "He sido crucificado con Cristo", palabras de San Pablo a los Gálatas, que invocaba con frecuencia en sus meditaciones. Sus reliquias permanecen ahora en el convento carmelita de Nantes.

## Obras
Debido a su ceguera, Juan de San Sansón no escribió ninguna obra a mano. Muchos de los manuscritos originales proceden de su oficio de instructor de novicios; sus conferencias fueron copiadas por secretarios, revisadas y utilizadas para conferencias posteriores. José de Jesús contó que a menudo Juan no podía recordar lo que había dictado porque por lo general seguía los impulsos del Espíritu sin reflexionar. Los dictados pueden ser desordenados y llenos de digresiones, pero también espontáneos con coloquios apasionados. Debido a su ceguera y su exaltado estado espiritual, su pensamiento es a menudo abstracto y carente de imágenes. Los manuscritos de Juan de San Sansón fueron compilados y editados por Donatien de San Nicolás, discípulo y secretario, y publicados en dos tomos en 1658. Algunas obras importantes incluyen:"El verdadero espíritu del Carmelo", que afirma la contemplación como primaria en el carisma carmelitano, "El espejo y las llamas del amor divino", sobre la vida de oración y "el amor de Dios", escrito para Monseñor Antonio Revol de Dol, "Soliloquios y Contemplaciones", afectuosas conversaciones de los alma con Dios, "El Epitalamio", un extenso poema en prosa de mística nupcial. Compuso muchos poemas y cánticos, que fueron registrados por sus dispuestos secretarios.
Aunque vivió después de las edades doradas del misticismo español y la escuela francesa, Juan de San Sansón estuvo notablemente más influenciado por el misticismo norteño anterior de Jan van Ruusbroec y Johannes Tauler. En cierto sentido, fue incubado por su falta de educación, vida oculta y dependencia de que otros le leyeran.
Su espiritualidad favorecía la introversión y la oración continua, y más afectivo que intelectual, habla a menudo del alma enzarzada en una batalla amorosa con Dios; que el alma lance dardos de anhelo en el corazón de Dios, que son devueltos por su gracia. Una de sus principales enseñanzas fue el valor de las oraciones frecuentes, internas y afectuosas llamadas aspiraciones. Juan de San Sansón fue influenciado por las enseñanzas de Hugo de Balma y Hendrik Herp y continuó la doctrina más allá, afirmando que las aspiraciones son el camino más corto para que el alma sea llevada a las etapas más altas de la vida espiritual. Escribió: "La aspiración, practicada como una conversación familiar, respetuosa y amorosa con Dios, es un método tan excelente que, por medio de ella, se llega pronto a la cima de toda perfección y se enamora del Amor".
- Jean de Saint-Samson, Méditations pour les retraites ou exercices en dix jours, Yvon, 1655, 538 p. (lire en ligne [archive])

- Theoremata, Opuscula

De la Souveraine consommation de l'Amour
- Maximes & de ses pieux sentiments

- Jean de Saint-Samson, La mort des saincts précieuse devant Dieu, ou L'art de pâtir et mourir, A Pas-de-Loup, 1657, 188 p.

- L'Aiguillon, les flammes, les flèches, et le miroir de l'amour de Dieu, propres pour énamourer l'âme de Dieu en Dieu mesme

Direction pour la vie intérieure
Jean de Saint-Samson, Les Contemplations et les divins Soliloques, D. Thierry, 1654, 600 p.
- Epithalame

- Jean de Saint-Samson, Le vray esprit du Carmel: réduit en forme d'exercice pour les âmes, 1655, 180 p. (lire en ligne [archive])

Jean de Saint-Samson, Le cabinet mystique, Vve Yvon, 1655, 385 p.
- Actes de la vie chrétienne,

etc.

## Posteridad
Sus principales biógrafos y editores son el P. Donatien de Saint-Nicolas y luego el P. Sernin-Marie de Saint-André. Publicó su Vida y Obras en 1641 en París.
Su memoria litúrgica se celebra el 14 de septiembre.

## Tumba y reliquias
Una fuente indica la presencia de su tumba en la catedral de Saint-Samson de Dol-de-Bretagne. Pero no tenemos rastro de la traslación de las reliquias. Y Amédée Guillotin de Corson en su obra de 1888 indica que la tumba del venerable hermano  Carmelita desapareció con la capilla Notre-Dame de pitié del convento de Dol (destruida en 1804).
El cráneo del hermano Jean de Saint-Samson fue transmitido por los Padres Misioneros de la Inmaculada Concepción a los Carmelitas Descalzos de Rennes. Más tarde el 20 de julio de 1990, el convento de las Carmelitas Descalzas de Avon, heredera de la reliquia, retransmitió a los antiguos Carmelitas instalados en Nantes la preciosa reliquia. Una fuente indica la presencia de una reliquia en una capilla de las carmelitas de Bourges.